# У олуји
У олуји је југословенски филм, снимљен 1952. године у режији Ватрослава Мимице.

## Радња
Далматинско мјесташце Планике 1940-их година. Мјештанин Драго Мартиновић, чији је брат Јуре нестао као партизан те је проглашен мртвим, враћа се у Планике након вишегодишњег избивања.
Ту је и Росе, млада жена која живи сама са својом ћерком Јадранком у малом приморском граду пошто јој се муж није вратио из партизана. У времену после рата, Росе и Јадранка се зближавају са мужевљевим братом, добродушним Драгом, кога је стицај околности довео да се креће у друштву бескрупулозног шверцера Винћенца.
Вићенцо отприје познаје Драгу те га уцењује неким гресима из прошлости не би ли га увукао у своје послове, што на крају угрози његов однос с Росом...

## Улоге
| Глумац         | Улога                                   |
| -------------- | --------------------------------------- |
| Миа Оремовић   | Росе                                    |
| Драгомир Фелба | Драго                                   |
| Антун Налис    | Винченцо                                |
| Драгица Малић  | Кика                                    |
| Вељко Булајић  | свештеник                               |
| Асја Кисић     | Емилија - поштарица (као Асја Ђурђевић) |
| Љубомир Дидић  | Стипе                                   |
| Тана Маскарели | Мајка                                   |

Комплетна филмска екипа  ▼
| Редитељ                   | Ватрослав Мимица   |                               |
| Сценариста                | Вељко Булајић      | (косценариста)                |
| Сценариста                | Ватрослав Мимица   | (писац)                       |
| Сценариста                | Франо Водопивец    | (косценариста)                |
| Композитор                | Борис Папандопуло  |                               |
| Директор фотографије      | Франо Водопивец    |                               |
| Mонтажер                  | Блаженка Јенчик    |                               |
| Сценограф                 | Владимир Тадеј     |                               |
| Уметнички директор        | Маријан Копајчић   |                               |
| Одсек за шминку           | Даница Јуриша      | шминкерка                     |
| Менаџер продукције        | Владимир Џамоња    | директор филма                |
| Менаџер продукције        | Душко Фабић        | директор филма                |
| Менаџер продукције        | Карло Худец        | вођа снимања                  |
| Помоћник режије           | Вељко Булајић      | помоћник редитеља             |
| Помоћник режије           | Бранко Мајер       | помоћник редитеља             |
| Помоћник режије           | Мате Реља          | помоћник редитеља             |
| Уметнички одсек           | Душан Јеричевић    | асистент уметничког директора |
| Одсек за звук             | Алберт Прегерник   | тон мајстор                   |
| Одсек за камеру и расвету | Драгутин Новак     | вођа расвете                  |
| Одсек за камеру и расвету | Михајло Ватровидов | пратилац камере               |
| Одсек за камеру и расвету | Миливој Визинтин   | пратилац камере               |
| Музички одсек             | Лидија Јојић       | музички уредник               |
| Остала екипа              | Катја Додиг        | секретар режије               |
| Остала екипа              | Иванка Форенбахер  | секретар режије               |